# Белецкий, Кароль
Кароль Белецкий (пол. Karol Bielecki; род. 23 января 1982, Сандомир, Польша) — польский гандболист, трёхкратный призёр чемпионатов мира. Играет на позиции левого полусреднего в польском клубе «Виве Кельце» и национальной сборной. Знаменосец Польши на церемонии открытия летних Олимпийских игр в Рио-де-Жанейро.

## Спортивная биография

### Юность
Спортивная карьера Кароля Белецкого начиналась в юниорских футбольных командах сандомирской «Вислы» и тарнобжегской «Сярки». Однако в период обучения в начальной школе в Сандомире Кароль также занимался гандболом и баскетболом и в 1997 году, окончив школу, отправился в Гданьск с намерением поступить в школу повышения спортивного мастерства, специализирующуюся на гандболе, но в зачислении ему было отказано.

### Клубная карьера
В сезоне 1997/98 годов Кароль Белецкий дебютировал в составе сандомирской «Вислы», выступавшей во второй лиге чемпионата Польши по гандболу. В 1999 году переехал в Кельце и 23 октября впервые вышел на площадку в матче Экстракласы — сильнейшего дивизиона польского чемпионата.
В 2003 году Белецкий в составе «Виве» (Кельце) выиграл чемпионат и Кубок Польши, в сезоне 2003/04 годов стал лучшим бомбардиром группового этапа Лиги чемпионов и по его окончании перешёл в клуб немецкой бундеслиги из Магдебурга. Поскольку контракт Белецкого с «Виве» истекал только в 2005 году, руководству нового клуба пришлось заплатить €200 тыс. (сумма трансфера является рекордной для польского гандбола).
В 2007 году выиграл с «Магдебургом» Кубок Европейской гандбольной федерации и в декабре того же года перешёл в клуб «Райн-Неккар Лёвен» из Мангейма. Контракт с «Рейнскими львами» действовал до 30 июня 2015 года, однако в апреле 2012 года стало известно о возвращении Белецкого в «Виве».
В мае 2016 года Кароль Белецкий в составе «Виве» выиграл первый в карьере титул победителя Лиги чемпионов.

### В сборной Польши
С именем Кароля Белецкого непосредственно связаны все достижения польского гандбола начала XXI века. С 2002 года он выступал за молодёжную сборную Польши, в августе 2002-го в Гданьске впервые в истории выигравшую чемпионат Европы U-20, а в сентябре 2003-го стал лучшим бомбардиром молодёжного чемпионата мира в Бразилии, был включён в символическую сборную турнира.
Дебют Белецкого в национальной сборной Польши состоялся 20 декабря 2002 года в Кельце — в товарищеском матче с командой Словакии польские гандболисты одержали победу со счётом 28:19, Кароль забросил 6 мячей. В составе сборной завоевал три медали чемпионатов мира, участвовал в гандбольном турнире Олимпийских игр в Пекине.

### Травма и возвращение в спорт
11 июня 2010 года в Кельце на 10-й минуте товарищеского матча сборных Польши и Хорватии, игрок гостей Йосип Валчич случайно попал пальцем в левый глаз Белецкого, причинив тому серьёзную травму. Польский гандболист перенёс операции в клиниках Люблина и Тюбингена, но зрение к пострадавшему глазу не вернулось. Белецкий прошёл курс реабилитации и продолжал тренироваться в клубе, сумев привыкнуть к изменившимся после потери глаза условиям передвижения по площадке.
Возвращение Белецкого состоялось 22 июля 2010 года в товарищеском матче команды «Райн-Неккар Лёвен», а 26 июля он играл за «Рейнских львов» против сборной мира в матче, посвящённом памяти Олега Великого. С целью сохранения остроты зрения правого, здорового, глаза Белецкий стал носить специальные защитные очки.
17 октября 2010 года в Кельце перед игрой Лиги чемпионов между «Виве» и «Райн-Неккар Лёвен», Белецкому было зачитано благодарственное послание от премьер-министра Польши Дональда Туска. 28 октября того же года он провёл первый после травмы матч за национальную сборную. Карол Белецкий объявил о том, что завершает карьеру игрока в 2018 году.

## Достижения

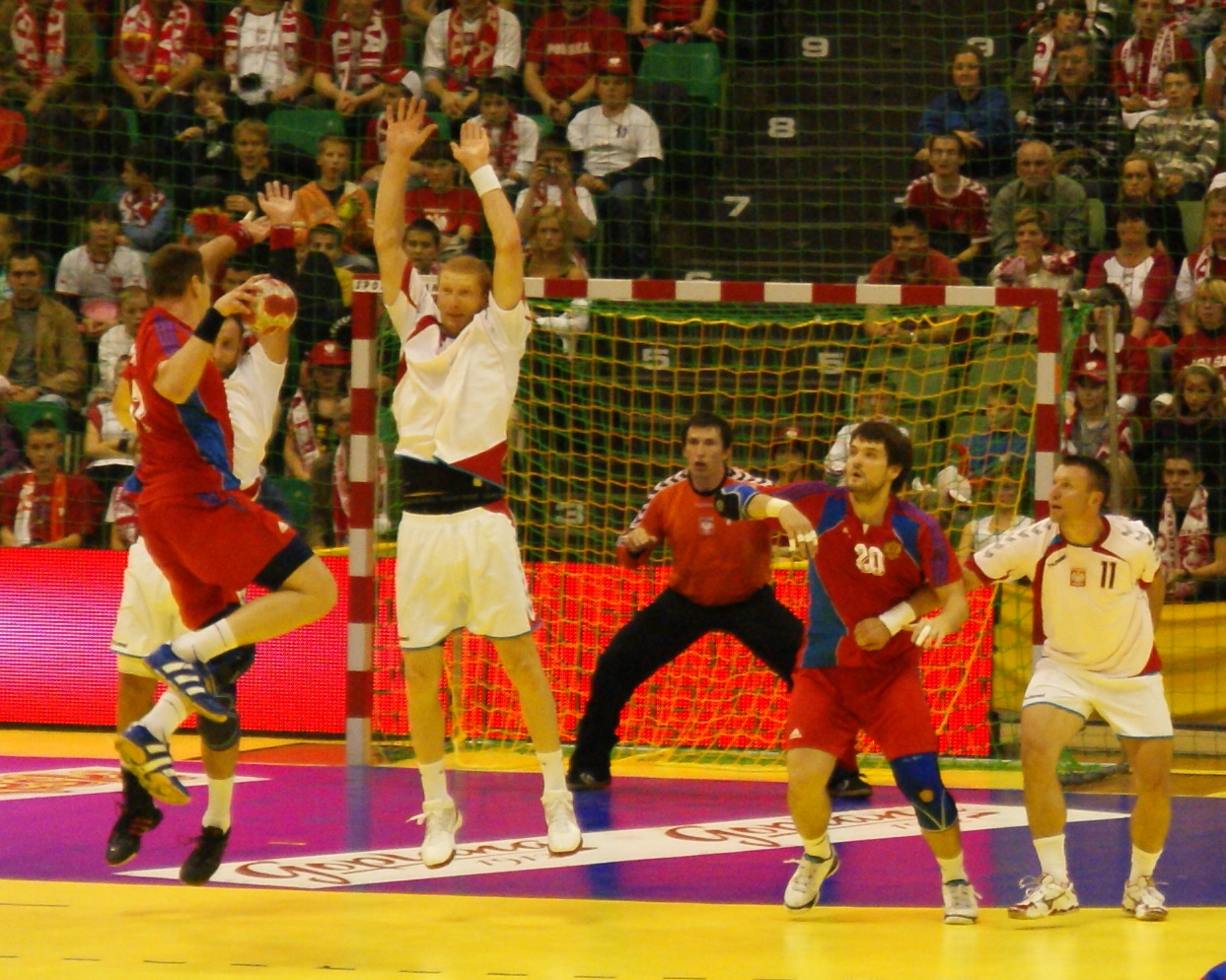
30 октября 2009 года. Матч Польша — Россия в Познани. Блок Кароля Белецкого против атаки российского игрока

### Со сборной
- Чемпион Европы среди молодёжи (2002).
- Серебряный призёр чемпионата мира (2007).
- Бронзовый призёр чемпионата мира (2009).
- Бронзовый призёр чемпионата мира (2015).

### С клубами
- Чемпион Польши среди молодёжи (2000/01).
- Чемпион Польши (2002/03, 2012/13, 2013/14, 2014/15, 2015/16).
- Обладатель Кубка Польши (2002/03, 2012/13, 2013/14, 2014/15).
- Бронзовый призёр чемпионата Германии (2008/09).
- Победитель Лиги чемпионов (2015/16), бронзовый призёр Лиги чемпионов (2008/09, 2010/11, 2012/13, 2014/15).
- Обладатель Кубка Европейской гандбольной федерации (2006/07).

## Государственные награды
- Золотой Крест Заслуги (5 февраля 2007) — за выдающиеся спортивные достижения[9].
- Кавалерский Крест ордена Возрождения Польши (12 февраля 2015) — за выдающиеся спортивные достижения и продвижение Польши в мире[10].

## Статистика
| Сезон     | Клуб                          | Лига       | Матчи | Голы | 7-метр | Голы |
| --------- | ----------------------------- | ---------- | ----- | ---- | ------ | ---- |
| 2001-02   | Kolporter-Lider Market Kielce | Экстралига | 23    | 42   |        |      |
| 2002-03   | Виве Таурон Кельце            | Экстралига | 32    | 210  |        |      |
| 2003-04   | Виве Таурон Кельце            | Экстралига | 30    | 180  |        |      |
| 2004-05   | Магдебург                     | Бундеслига | 32    | 189  | 34     | 155  |
| 2005-06   | Магдебург                     | Бундеслига | 34    | 130  | 2      | 128  |
| 2006-07   | Магдебург                     | Бундеслига | 33    | 156  | 1      | 155  |
| 2007-08   | Магдебург                     | Бундеслига | 15    | 70   | 0      | 70   |
| 2007-08   | Райн-Неккар Лёвен             | Бундеслига | 19    | 70   | 0      | 70   |
| 2008-09   | Райн-Неккар Лёвен             | Бундеслига | 34    | 122  | 0      | 122  |
| 2009-10   | Райн-Неккар Лёвен             | Бундеслига | 34    | 155  | 0      | 155  |
| 2010-11   | Райн-Неккар Лёвен             | Бундеслига | 34    | 114  | 0      | 114  |
| 2011-12   | Райн-Неккар Лёвен             | Бундеслига | 33    | 86   | 0      | 86   |
| 2012-13   | Виве Таурон Кельце            | Экстралига | 26    | 78   |        |      |
| 2013-14   | Виве Таурон Кельце            | Экстралига | 25    | 105  |        |      |
| 2017-18   | Виве Таурон Кельце            | Экстралига | 32    | 143  |        |      |
| 2004-2012 | Итого                         | Бундеслига | 268   | 1092 | 37     | 1055 |